# Hans Joachim Stoevesandt
Hans Joachim Stoevesandt (* 21. Juli 1904 in Zabrze (Oberschlesien); † 19. Mai 1942) war ein deutscher Politiker (NSDAP) und Abgeordneter des Provinziallandtages der preußischen Provinz Hessen-Nassau.

## Leben
Hans Joachim Stoevesandt war der Sohn des Oberbergrats Gustav Stoevesandt und kam im Mai 1924 als Student der Rechtswissenschaften von der Universität Bonn zur Philipps-Universität Marburg, wo er das Studium 1929 ohne Abschluss beendete. Am 1. April 1930 trat er in die NSDAP ein (Mitgliedsnummer 223.094) und fand eine Beschäftigung als Schriftleiter und Redakteur bei der Kurhessischen Landeszeitung, der Westdeutschen-Akademischen Rundschau sowie der NS-Zeitung „Hessische Volkswacht“.
1932 wurde er wegen öffentlicher Beleidigung des Kasseler Regierungspräsidenten Ferdinand Friedensburg verurteilt.
Gegen ihn lief auch ein Strafverfahren wegen Beleidigung des Reichsinnenministers Joseph Wirth (Zentrumspartei).
1933 erhielt er als Vertreter der NSDAP einen Sitz im Kurhessischen Kommunallandtag des preußischen Regierungsbezirks Kassel, aus dessen Mitte er zum Abgeordneten des Provinziallandtages der Provinz Hessen-Nassau bestimmt wurde.
Er zog nach Berlin-Charlottenburg, um beim Reichssender Berlin die Leitung der Abteilung Zeitfunk zu übernehmen. In dieser Funktion blieb er bis zum Jahre 1938, als er beim Reichssender Stuttgart die Stelle des Rundfunkberichterstatters antrat.
Er war Mitglied des NS-Rechtswahrerbundes und der Reichsfachschaft Rundfunk.
Stoevesandt leistete Kriegsdienst, war als Kompanieführer im Range eines Oberleutnants eingesetzt und fiel am 19. Mai 1942 bei Kampfhandlungen.

## Sonstiges
Bei einer Massenveranstaltung der Marburger NSDAP am 11. Januar 1933 wurde Stoevesandt  als Redner angekündigt. Die Partei stellte ihn als „Marburger Student“ dar. Zu diesem Zeitpunkt war er schon lange kein Student mehr, denn er war Redakteur der NS-Propagandazeitung „Hessische Volkswacht“.